# Île Beta (Bermudes)
Pour les articles homonymes, voir Île Beta (homonymie).
L'île Beta est une île des Bermudes. 
Située dans la Grande Baie, à une cinquantaine de mètres au nord-ouest de l'île Gamma, elle relève administrativement de la paroisse de Warwick.